# Angern (Gemeinde Obritzberg-Rust)
Angern ist eine Ortschaft in der Gemeinde Obritzberg-Rust in Niederösterreich.

## Geografie
Das Dorf befindet sich zwischen Kleinhain und Großhain und liegt auf einer Hochfläche über dem Tal der Traisen. Angern ist Teil der Katastralgemeinde Hain.

## Geschichte
Im Jahr 1822 wurde der Ort als Dorf mit vier Häusern genannt, das nach Kleinhain eingepfarrt war, wohin auch die Kinder eingeschult wurden. Die Herrschaft Zagging besaß die Ortsobrigkeit und übte die Landgerichtsbarkeit aus. Die Konskription wurde von der Herrschaft Viehofen besorgt. Laut Adressbuch von Österreich waren im Jahr 1938 in Angern ein Schuster und drei Landwirte mit Direktvertrieb ansässig, zudem existierte eine Milchgenossenschaft.